# Streets of Love
Streets Of Love / Rough Justice je pilotním singlem k albu A Bigger Bang rockové skupiny The Rolling Stones koncipovaný jako oboustranný, tedy obě strany jsou vedeny jako strany A. Obě písně byly natočeny v roce 2005 v Ocean Way Recording Studios v Los Angeles. Singl vyšel 22. srpna 2005 a ve Velké Británii dosáhl na 15. příčku. Obě písně vyšly na albu A Bigger Bang, Streets Of Love je zkrácená. Autory skladeb jsou Mick Jagger a Keith Richards.
základní informace:
A1 strana
STREETS OF LOVE (single edit) 4:20
A2 strana
ROUGH JUSTICE 3:15